# Układ wysokościowy Kronsztad

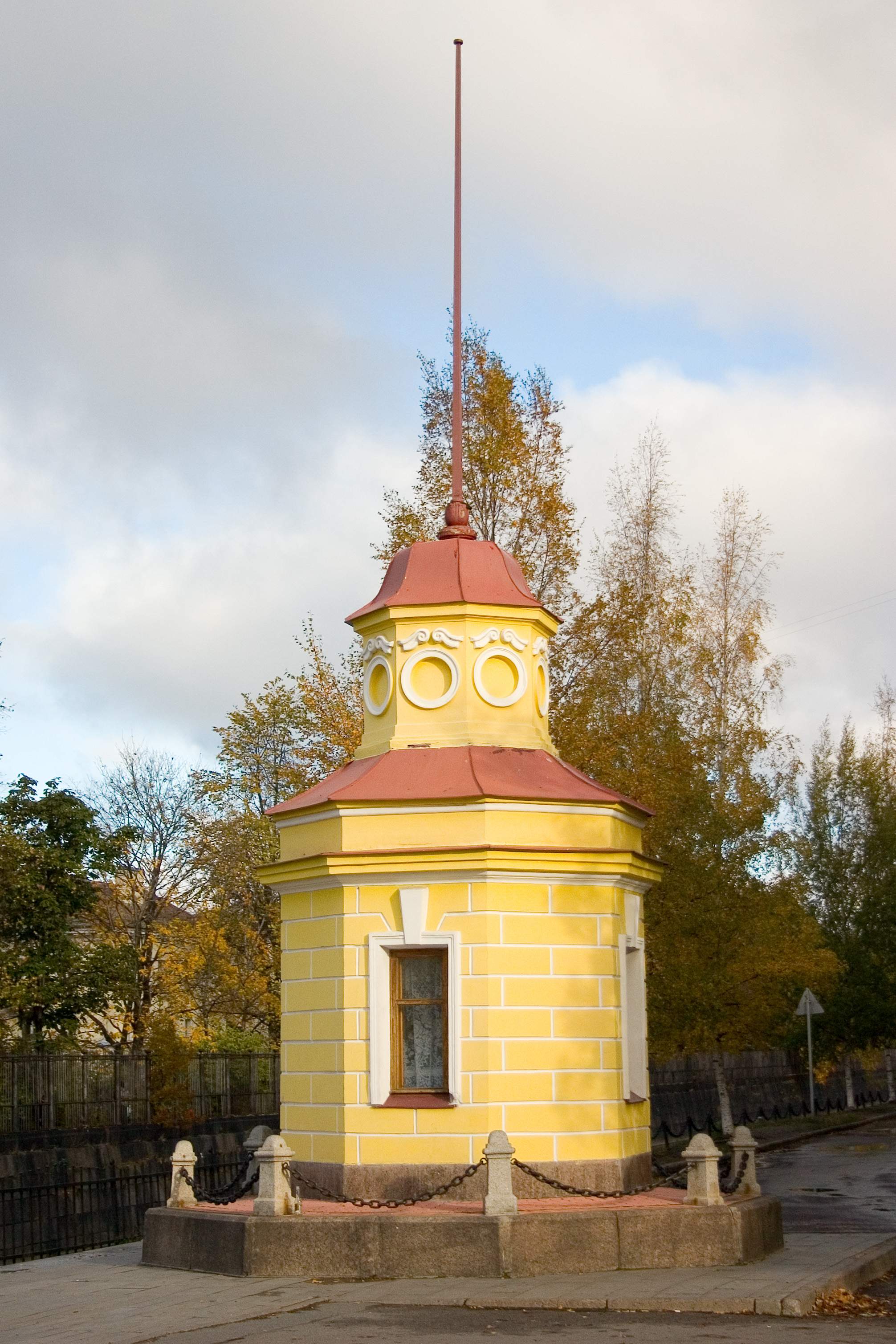
Budowla z mareografem w Kronsztadzie

Układ wysokościowy Kronsztad (oznaczenie: PL-KRON86-NH) – układ wysokościowy, który tworzą wartości geopotencjalne podzielone przez przeciętne wartości przyspieszenia normalnego siły ciężkości, zwane wysokościami normalnymi, odniesione do średniego poziomu Morza Bałtyckiego w Zatoce Fińskiej, wyznaczonego dla mareografu w Kronsztadzie koło Petersburga w Rosji.
Układ wysokościowy Kronsztad jest matematyczną i fizyczną realizacją europejskiego ziemskiego systemu wysokościowego EVRS, pierwotnie został wdrożony jako fizyczna realizacja systemu wysokości normalnych (Mołodieńskiego). Układ Kronsztad zastąpił wcześniej stosowany układ wysokościowy Amsterdam 55 (NN55), odpowiadającemu zeru repera umieszczonego na Ratuszu w Toruniu i wyznaczonemu na podstawie wyników niwelacji precyzyjnej przeprowadzonej w latach 1955–1957. Różnica wysokości wynosi 14 do 18 cm.
HAmst55 = HKron60 + 0,084 m
Układ wysokościowy Kronsztad był częścią państwowego systemu odniesień przestrzennych. W roku 2012 wprowadzono geodezyjny układ wysokościowy PL-EVRF2007-NH oparty na średnim poziomie Morza Północnego w Amsterdamie. Zgodnie z rozporządzeniem z 2019 roku układ Kronsztad od 1 stycznia 2024 roku został w Polsce zastąpiony przez układ wysokościowy PL-EVRF2007-NH.
Rzędne w układzie wysokościowym określa się na podstawie pomiarów geodezyjnych nawiązanych do punktów podstawowej osnowy geodezyjnej kraju – wysokościowej osnowy geodezyjnej.

## Kronsztad 60, 86 i 2006
Występują trzy układy o nazwie miejsca odniesienia „Kronsztad”:
- „Kronsztad 60” – wynik dowiązania do mareografu w Kronsztadzie, poprzez wykonanie pomiarów wysokościowych w czasie tzw. II kampanii pomiarowej z lat 1947–1955[3] – funkcjonuje na podstawie rozporządzenia z 2000 r.[1]

W czasie pomiaru sieci, dokonane zostały dwustronne pomiary na parokilometrowych odcinkach granicznych, wiążących sieć polską z siecią ZSRR. Miało to miejsce w rejonie Gronowa i Terespola. Następnie sieć wyrównano.
- „Kronsztad 86” – wynik tzw. III kampanii pomiarowej z lat 1974–1982[3], podczas której pomierzono ponownie dowiązanie sieci i ponownie wyrównano – funkcjonuje na podstawie rozporządzenia z 2012 r. pod nazwą PL-KRON86-NH.[2]

Dowiązanie miało miejsce na granicy z ZSRR w rejonie miejscowości: Mamonowo, Swierdłowo, Kuźnica, Terespol i Hrebenne. Średnie różnice pomiędzy tymi układami na terenie Polski wynoszą od 2 do 8,5 cm. Nie są one spowodowane zmianą poziomu morza, lecz dołożeniem kolejnych obserwacji i ponownym wyrównaniem sieci wysokościowej.
- „Kronsztad 2006” (nazwa robocza) – wynik tzw. IV kampanii pomiarowej z lat 1999–2002[3][8], podczas której wykonano pomiary niwelacji precyzyjnej I klasy. Układ funkcjonuje w teorii, nie funkcjonuje w przestrzeni prawnej.

Różnice HKron2006 – HKron86 obliczone dla punktów wiekowych mieszczą się w granicach od -19 mm do +21 mm.